# Challenger Salinas 1997
Il Challenger Salinas 1997 è stato un torneo di tennis facente parte della categoria ATP Challenger Series nell'ambito dell'ATP Challenger Series 1997. Il torneo si è giocato a Salinas in Ecuador dal 24 febbraio al 2 marzo 1997 su campi in cemento.

## Vincitori

### Singolare
Oliver Gross ha battuto in finale  Gilbert Schaller con il punteggio di 6–1, 3–6, 6–2

### Doppio
Fernando Meligeni /  André Sá hanno battuto in finale  Donald Johnson /  Francisco Montana con il punteggio di 6–3, 3–6, 6–3